# Stadio nazionale di Zimpeto
Lo stadio nazionale di Zimpeto (in portoghese Estádio nacional do Zimpeto) è uno stadio situato a Maputo, capitale del Mozambico, nel quartiere di Zimpeto.
Costruito dall'impresa cinese Anhui Foreign Economic Construction Group su progetto finanziato dal governo cinese e inaugurato il 23 aprile 2011, ha una capienza di 42 000 posti a sedere. La costruzione ha avuto un costo di 65 milioni di dollari.
Lo stadio ha ospitato i Giochi panafricani del 2011. È sede delle partite casalinghe della nazionale mozambicana di calcio.